# Damnik (Boguszyce)
Damnik – przysiółek wsi Boguszyce w Polsce, położony w województwie dolnośląskim, w powiecie oleśnickim, w gminie Oleśnica.
W latach 1975–1998 przysiółek należał administracyjnie do województwa wrocławskiego.